# Dan Jinks
Dan Jinks é um produtor de cinema e televisão norte-americano, mais conhecido por produzir os filmes American Beauty, Big Fish e Milk, e a série de televisão Pushing Daisies.

## Vida e carreira
Jinks nasceu em Miami, Flórida, estudando na Tisch School of the Arts da Universidade de Nova Iorque. Ele começou sua carreira trabalhando no teatro. Seu primeiro trabalho no cinema foi em 1992 como supervisor de desenvolvimento do filme Missing Pieces. Em 1997 ele produziu seu primeiro filme, Nothing to Lose, e dois anos depois ele foi produtor executivo em The Bone Collector.
Em 1999 ele se juntou à Bruce Cohen para formar a Jinks/Cohen Company. O primeiro filme da companhia foi American Beauty, dirigido por Sam Mendes, que venceu cinco Oscars incluindo o de Melhor Filme para ele e Cohen. Seu segundo filme foi a comédia Down with Love, em 2003. Em seguida vieram Big Fish, de Tim Burton, The Forgotten, The Nines e Milk, de Gus Van Sant; pelo último, Jinks e Cohen receberam sua segunda indicação ao Oscar.
Na televisão, também com Cohen, ele trabalhou como produtor executivo nas séries Traveler, Side Order of Life e Pushing Daisies.
Em 2010, Jinks e Cohen se separaram amigavelmente para perseguirem trabalhos sozinhos. Logo depois da separação, Jinks fundou a The Dan Jinks Company para produzir seus projetos.

## Filmografia

### Cinema
- Nothing to Lose (1997)
- The Bone Collector (1999, produtor executivo)
- American Beauty (1999)
- Down with Love (2003)
- Big Fish (2003)
- The Forgotten (2004)
- The Nines (2007)
- Milk (2008)

### Televisão
- Traveler (2007)
- Side Order of Life (2007)
- Pushing Daisies (2007–09)
- Emily Owens, M.D. (2012)